# Station Kashiba
Station Kashiba (香芝駅, Kashiba-eki) is een spoorwegstation in de Japanse stad Kashiba. Het wordt aangedaan door de Wakayama-lijn. Het station heeft drie sporen, gelegen aan één eilandperron en een enkel zijperron.

## Treindienst

### JR West
| 1 | ■ Wakayama-lijn | richting Ōji, Tennōji en Namba |
| 2 | ■ Wakayama-lijn | reserveperron                  |
| 3 | ■ Wakayama-lijn | richting Hashimoto en Wakayama |

## Geschiedenis
Het station werd in 1891 onder de naam Shimoda aan de voormalige Ōsaka-spoorlijn geopend. Sinds 2004 draagt het station de huidige naam.

## Stationsomgeving
- Station Kintetsu Shimoda aan de Ōsaka-lijn
- Stadhuis van Kashiba
- Autoweg 168

(Yamatoji-lijn<<) Ōji · Hatakeda · Shizumi · Kashiba · JR Goidō · Takada · (>>Sakurai-lijn) · Yamato-Shinjō · Gose · Tamade · Wakigami · Yoshinoguchi · Kitauchi · Gojō · Yamato-Futami · Suda · Shimohyōgo · Hashimoto · Kii-Yamada · Kōyaguchi · Nakaiburi · Myōji · Ōtani · Kaseda · Nishi-Kaseda · Nate · Kokawa · Kii-Nagata · Uchita · Shimoisaka · Iwade · Funato · Kii-Ogura · Hoshiya · Senda · Tainose · Wakayama